# 俄國資本主義的發展
《俄國資本主義的發展（大工業的國內市場的形成過程）》（俄语：Развитие капитализма в России. Процесс образования внутреннего рынка для крупной промышленности），是列寧早期的一本經濟學著作，完成時其正被流放於西伯利亞。此書於1899年以筆名「弗拉基米爾·伊雷因」出版。

## 寫作與出版過程
列寧在因為工人階級解放鬥爭協會而被捕後，便開始了他的寫作，此書最終完成於其流放地舒申斯科耶。在三年的時間裡，列寧查閱了大量關於俄國經濟的文獻，在書中引用了500多項資料來源：包括專著、文章、統計參考書、合集、評論等。此書完成時，列寧已經29歲了。1899年3月，此書作者署名「弗拉基米爾·伊雷因」，印了2400本；1908年，第二版在稍作改動後出版。

## 內容
在書中，列寧抨擊了民粹派的「俄國可避免資本主義制度，並以農村公社將作為共產主義社會的基礎」的這一主張。相反的，列寧認為農村公社已經被資本主義制度消滅了，而統計數據顯示了俄國的封建制度已經消亡了。列寧指出，俄國商品的全國市場已經取代了地方市場，種植經濟作物和自給農業消亡的趨勢，以及個人財產而非公有財產的增加。列寧還注意到農民間的階級劃分，擁有土地的農村資產階級，以及從不斷減少的中農中招募來的農村無產階級之間的分歧越來越大。列寧發現了城鄉無產階級之間的利益共同體和工農聯盟反對資本代表的可能性。

## 外部連結
- 中文馬克思主義文庫中的《俄國資本主義的發展》 （页面存档备份，存于）
- 臺灣華文電子書庫中的《俄國資本主義底發展》 （页面存档备份，存于）